# Ted Fio Rito
Ted Fio Rito, également orthographié Ted Fiorito, né le 20 décembre 1900, mort le 22 juillet 1971, est un chef d'orchestre et compositeur américain. Il composa un nombre appréciable de chansons à succès, telles Toot Toot Tootsie, Charlie My Boy et Now You're Gone.

## Carrière
Il acquiert une popularité à l'échelle nationale dans les années 1930 grâce à ses prestations à la radio notamment dans le programme Hollywood Hotel. L'orchestre eut comme vocalistes Candy Candido, Betty Grable, Ward Swingle et Patti Palmer (la première épouse de Jerry Lewis). Dans les années 1940 son audience décline mais continue de se produire notamment à Chicago. On le retrouve à Las Vegas dans les années 1960 puis dirige un combo vers la fin de sa vie.